# Stefania Frenkel
Stefania Frenkel (ur. 1908) – polska „Sprawiedliwa wśród Narodów Świata”. 

## Życiorys
W trakcie II wojny światowej Stefania Frenkel mieszkała na przedmieściach Warszawy wraz z 11-letnią córką Marią. Jej mąż Wacław, porucznik Wojska Polskiego a jednocześnie Żyd z pochodzenia, został po zakończonych walkach ujęty przez Sowietów i zabity w Katyniu. Frenkel zaangażowała się w pomoc Żydom. Ukrywała u siebie m.in. Mariana Niewiarowskiego, zapewniając mu jednocześnie fałszywą, "aryjską" tożsamość. Inni Żydzi, którym pomogła, toː Zofia Szyszko, Jerzy Neumark czy też dziennikarka i felietonistka Anna Tarska (ur. 1929), która nazywała ją pieszczotliwie "Funią". Ta ostatnia, przed Instytutem Yad Vashem poświadczyła w 1987 r. o pomocy udzielonej jej przez Stefanię Frenkel. Jak wspominałaː  
"Drobniutka, bardzo ruchliwa ale zawsze gotowa usiąść i wysłuchać naszych niesłychanie pilnych zwierzeń, wydała mi się kimś w rodzaju chochlika - w ciągu pięciu minut mówiła więcej rzeczy zabawnych niż kto inny przez pół roku koszmaru, który nas otaczał (...)."  
15 listopada 1989 r. Instytut Jad Waszem uhonorował Stefanię Frenkel medalem „Sprawiedliwy wśród Narodów Świata”.